# 北海道帯広工業高等学校
北海道帯広工業高等学校（ほっかいどうおびひろこうぎょうこうとうがっこう）は、北海道帯広市に所在する道立工業高等学校。通称は「帯工」（おびこう）。

## 概観
1964年に十勝地方の工業に関する人材育成を目的として開校した。十勝管内唯一の工業高校として、電子機械科、建築科、環境土木科、電気科の4学科を設置している。

### 学校教育目標
- 自主自律の精神と豊かな人間性の育成をめざす。
- 勤労を愛し責任を重んじる健康な社会人の育成をめざす。
- 高い知性と実践力にみちた工業人の育成をめざす。

### スクールミッション
- テクノロジーで 未来を創る 人づくり
- 地域における体験的な学習活動を通じて、望ましい勤労観、職業観を身につけ、地域創生に資する生徒の育成
- 豊かな人間性や社会性を培い、自立した社会人・職業人となる生徒の育成
- 十勝管内唯一の工業高校として即戦力となる技術者を育成し、社会に貢献する学校

## 沿革
- 1963年
  - 11月1日 - 北海道帯広工業高等学校として設置認可
  - 11月15日 - 校章図案決定
- 1964年
  - 4月1日 - 北海道帯広工業高等学校開校、機械科(2間口)、建築科(1間口)、土木科(1間口)設置
  - 4月4日 - 北海道帯広柏葉高等学校より、建築科生徒87名、土木科生徒83名転入移籍
  - 4月11日 - 第1回入学式挙行
  - 5月4日 - 開校式挙行
- 1965年
  - 1月27日 - 校歌制定
  - 3月10日 - 第1回卒業証書授与式挙行(建築科37名、土木科40名)
  - 10月18日 - 校旗制定
- 1980年3月27日 - 電気科1間口設置
- 1981年8月13日 - 野球部が第63回全国高等学校野球選手権大会出場、宮崎県代表都城商業高校に1-6で敗れる
- 1997年4月1日 - 機械科（２間口）を電子機械科に学科転換
- 2005年4月1日 - 土木科を環境土木科へ学科転換。電子機械科1間口減

## 基礎データ

### 所在地
- 北海道帯広市清流西2丁目8番地1

### 通学区域
- 北海道全域[注釈 1]

### アクセス
- JR北海道根室線帯広駅より5.7km

### 運動部
- アーチェリー部

　　ーインターハイ出場(令和5年)
- アイスホッケー部

　　ーインターハイ出場(令和6年)
- 空手道部
- 弓道部
- 剣道部
- サッカー部
- ソフトテニス部
- 卓球部
- バスケットボール部

　　ーインターハイ出場(昭和49年、昭和54年)
- バドミントン部
- バレーボール部

　　ー全国高等学校バレーボール選抜優勝大会出場(平成4年)
- 野球部

　　ー全国高等学校野球選手権大会出場(昭和56年)
- ラグビー部

　　ー全国高等学校ラグビーフットボール大会出場(昭和56年)
- 陸上部

### 文化部
- 工業技術部
- 吹奏楽部

　　ー総文祭出場(令和6年)
- 美術部

### 外局
- 新聞局
- 図書局
- 放送局

## 著名な出身者

### スポーツ
- 村上右磨 - スピードスケート選手

### 芸能
- 市ノ瀬加那 - 声優[要出典]

### 配信者
- KAZUYA - YouTuber